# Tour de France 2018/8. Etappe
Die 8. Etappe der Tour de France 2018 führte am französischen Nationalfeiertag, dem 14. Juli 2018, über 181 Kilometer von Dreux nach Amiens. Die Flachetappe beinhaltete zwei Bergwertungen der vierten Kategorie bei 35 und 71,5 Kilometern, einen Zwischensprint für die Punktewertung bei 86,5 Kilometern und einen Bonussprint nach 160,5 Kilometern.
Tagessieger wurde im Massensprint Dylan Groenewegen (Team Lotto NL-Jumbo), nachdem ein letzter Angriff von Philippe Gilbert auf dem Schlusskilometer neutralisiert wurde. Als Zweiter und Dritter überfuhren André Greipel und Fernando Gaviria die Ziellinie, wurden jedoch von der Jury nach einer Berührung auf der linken Straßenseite auf die letzten Plätze des Hauptfelds distanziert, so dass die folgenden Fahrer Peter Sagan als Zweiter und John Degenkolb als Dritter klassiert wurden.
Nach 23 Kilometern bildete sich eine dreiköpfige Spitzengruppe mit Laurens ten Dam, Fabien Grellier und Marco Minnaard. Nachdem Minnaard die erste Bergwertung gewonnen hatte, ließ sich ten Dam ins Hauptfeld zurückfallen. Grellier gewann die zweite Bergwertung und den Zwischensprint. Die beiden Ausreißer hatten einen Maximalvorsprung von 6:20 Minuten. Sechs Kilometer vor dem Ziel wurde Greiller gestellt; kurz zuvor fiel bereits Minnaard zurück. Grellier erhielt die Rote Rückennummer.
Nachdem beim Bonussprint Greg Van Avermaet Dritter wurde und damit seine Führung in der Gesamtwertung um eine Sekunde ausbaute, verloren 15 Kilometer vor dem Ziel Daniel Martin und Julian Alaphilippe nach einem Massensturz den Anschluss und kamen mit 1:16 Minuten Rückstand ins Ziel. In diesen Sturz war auch Tony Martin verwickelt, der sich einen Wirbel brach und auf der neunten Etappe nicht mehr startete.